# اندراب (نیشابور)
اندراب، روستایی از توابع بخش تخت جلگه شهرستان نیشابور در استان خراسان رضوی ایران است.

## جمعیت
این روستا در دهستان بینالود قرار دارد و براساس سرشماری مرکز آمار ایران در سال ۱۳۸۵، جمعیت آن ۲۰۱ نفر (۵۶ خانوار) بوده‌است.